# Jacques Timmermans
Jacques Timmermans (Ninove, 13 oktober 1945 - Aalst, 16 december 2021) was een Belgisch politicus, actief bij sp.a en haar voorganger SP.

## Levensloop
Timmermans werd adjunct bij het secretariaat van het Gebouwenfonds voor de Rijksscholen. 
Hij werd politiek actief voor de SP en was van 1968 tot 1972 en opnieuw van 1977 tot 1980 federaal secretaris van de SP-federatie van het arrondissement Aalst. Timmermans was kabinetsmedewerker bij verschillende ministers: van 1971 tot 1973 bij de ministers van Begroting Maurice Denis (1971-1972) en Frank Van Acker (1972-1973), van 1973 tot 1975 bij de premiers Edmond Leburton (1973-1974) en Leo Tindemans (1974-1975) en van 1975 tot 1977 bij de ministers van Openbare Werken Jean Defraigne (1975-1976) en Louis Olivier (1976-1977).
In oktober 1970 werd hij verkozen tot gemeenteraadslid van Ninove en bleef dit tot eind 2000. Van januari 1971 tot december 1976 was Timmermans schepen van Jeugd, Cultuur, Sport en Feestelijkheden en van januari 1977 tot december 1982 schepen van Openbare Werken, Ruimtelijke Ordening en Huisvesting. Van januari 1995 tot december 2000 was Timmermans nogmaals schepen, bevoegd voor Ruimtelijke Ordening, Stedenbouw en Huisvesting. In 2012 werd Jacques Timmermans opnieuw verkozen als gemeenteraadslid in Ninove en bleef in functie tot eind 2018.
Hij was op federaal niveau van 1987 tot 1991 lid van de Kamer van volksvertegenwoordigers voor het arrondissement Aalst en zetelde daar in de commissies Financiën en Binnenlandse Zaken. Vervolgens was hij van 1991 tot 1995 rechtstreeks gekozen senator voor het arrondissement Oudenaarde-Aalst. In de Senaat was Timmermans actief in de commissie Defensie.
In de periode februari 1988-mei 1995 had hij als gevolg van het toen bestaande dubbelmandaat ook zitting in de Vlaamse Raad, de voorloper van het huidige Vlaams Parlement. In de Vlaamse Raad en nadien het Vlaams Parlement was hij van 1988 tot 1989 lid van de commissie Ruimtelijke Ordening, van 1988 tot 1996 lid van de commissie Leefmilieu en Natuurbehoud en van 1989 tot 1991 lid en van 1992 tot 1995 ondervoorzitter van de commissie Ruimtelijke Ordening en Huisvesting. Van januari 1994 tot mei 1995 maakte hij als vierde ondervoorzitter deel uit van het Bureau (dagelijks bestuur) van de Vlaamse Raad. Bij de eerste rechtstreekse verkiezingen voor het Vlaams Parlement van 21 mei 1995 werd hij verkozen in de kieskring Aalst-Oudenaarde. In juni en juli 1995 zat hij er de SP-fractie voor. Ook na de volgende Vlaamse verkiezingen van 13 juni 1999 bleef hij Vlaams volksvertegenwoordiger tot juni 2004. In het Vlaams Parlement zetelde hij van 1998 tot 1999 in de commissie Ruimtelijke Ordening, Openbare Werken en Vervoer en was hij van 1999 tot 2004 voorzitter van de commissie Leefmilieu, Natuurbehoud en Ruimtelijke Ordening.
Door het Vlaams Parlement werd Timmermans in 2001 als gemeenschapssenator afgevaardigd naar de Senaat, waar hij tot in 2004 bleef zetelen. Van 2001 tot 2002 was hij er lid van de commissie Binnenlandse Zaken en van 2003 tot 2004 zetelde hij in de commissie Buitenlandse Betrekkingen en Landsverdediging. Van 2003 tot 2004 was Timmermans quaestor in de Senaat.
Timmermans was ook van 1990 tot 1991 en van 1997 tot 2003 volwaardig lid en van 1992 tot 1995 plaatsvervangend lid van de Raadgevende Interparlementaire Beneluxraad en van 2001 tot 2003 en van 2003 tot 2004 plaatsvervangend lid en korte tijd in 2003 volwaardig lid van de Parlementaire Assemblee van de Raad van Europa en de Assemblee van de West-Europese Unie. Van 2002 tot 2005 was Timmermans eveneens plaatsvervangend lid van het Europees Comité van de Regio's.
Timmermans was eveneens voorzitter van de lokale voetbalclub KVK Ninove. Hij overleed in december 2021 op 76-jarige leeftijd.

## Onderscheidingen
- Officier in de Leopoldsorde sinds 11 mei 2003
- Eresenator
- Erequaestor in de Senaat